# Raquel Lee
Raquel Lee (Los Angeles, 13 ottobre 1986) è un'attrice statunitense, conosciuta soprattutto per il ruolo di Raquel in Amanda Show dal 1999 al 2002..
Nel 2001, mentre faceva ancora la serie tv Amanda Show, ha partecipato anche alla serie tv La famiglia Proud dal 2001 al 2005 e al film di questa serie, sempre nel 2001 ha partecipato anche al film Quando Einstein ci mette lo zampino su Disney Channel.

## Filmografia
- Amanda Show (The Amanda Show) – serie TV, 14 episodi (1999-2000)
- Quando Einstein ci mette lo zampino (The Poof Point), regia di Neal Israel – film TV (2001)
- The Bernie Mac Show – serie TV, episodio 1x22 (2002)
- La famiglia Proud - Il film (The Proud Family Movie), regia di Bruce W. Smith – film TV (2005)
- La famiglia Proud (The Proud Family) – serie TV, 24 episodi (2001-2005)